# Gabriel Francisco de Oliveira Costa
Gabriel Francisco de Oliveira Costa (* 1993, auch bekannt als Gabriel Oliveira) ist ein deutscher Futsal- und Fußballspieler brasilianer Abstammung. 

## Werdegang
Oliveira wuchs in Gütersloh auf und spielt Fußball für den Verein Aramäer Gütersloh. Seine Futsalkarriere startete er bei den Futsal Freakz Gütersloh in der zweitklassigen Oberliga Westfalen. Im Sommer 2017 wechselte er zum VfL 05 Hohenstein-Ernstthal in die erstklassige NOFV-Futsal-Liga. Mit den Hohensteinern wurde de Oliveira Costa in der Saison 2017/18 Meister und qualifizierte sich für die Deutsche Futsal-Meisterschaft 2018. Durch einen 6:5-Sieg nach Verlängerung gegen die Futsal Panthers Köln gewann seine Mannschaft den Titel, wobei de Oliveira Costa zwei Tore erzielte. Zur Rückrunde der Saison 2018/19 wechselte er gemeinsam mit seinem Mannschaftskameraden Sandro Jurado García zum MCH Futsal Club Bielefeld-Sennestadt. Nach seinem Wechsel in den Westen Deutschlands zog es Oliveira wieder zum VfL 05 Hohenstein-Ernstthal, mit welchem er auch die Premieren-Saison der Futsal-Bundesliga bestritt und Vizemeister wurde. 
Seit 2021 ist Oliveira deutscher Nationalspieler.